# Tancae (Ort)
Tancae ist ein osttimoresischer Ort im Suco Balibar (Verwaltungsamt Cristo Rei, Gemeinde Dili). Tancae liegt im Süden der Aldeia Tancae auf einer Meereshöhe von 625 m. Die Überlandstraße von Dili nach Aileu verläuft etwas südwestlich des Ortszentrums. Westlich befindet sich der Ort Balibar.